# Rudy Poorteman
Rudy Poorteman, né le 15 février 1961 à Bruges, est un joueur de football belge, qui évoluait au poste de défenseur. Il est surtout connu pour les douze saisons qu'il dispute en première division avec le Cercle de Bruges, remportant notamment la Coupe de Belgique 1985. Il termine ensuite sa carrière dans des clubs de divisions inférieures et dans les séries provinciales.

## Carrière
Rudy Poorteman s'affilie au Cercle de Bruges dès son plus jeune âge, et y joue dans toutes les catégories d'âge. Il fait ses débuts professionnels le 13 octobre 1979 lors d'un match face à l'Antwerp, qui se solde par une victoire 2-1 des joueurs brugeois. Il joue régulièrement jusqu'au terme de la saison, puis doit quitter l'équipe durant un an pour effectuer son service militaire, au cours duquel il représente l'équipe nationale. À partir de 1981, il est de retour comme titulaire, et ne quittera plus l'équipe de base durant les dix prochaines saisons.
Le sommet de sa carrière est la victoire en Coupe de Belgique en 1985, arraché aux tirs au but face à Beveren. Poorteman est remplacé en cours de match, mais soulève néanmoins le trophée, le premier depuis 55 ans pour le Cercle de Bruges. L'année suivante, il dispute une nouvelle fois la finale, mais s'incline face au voisin du FC Bruges.
Rudy Poorteman joue encore cinq ans au plus haut niveau, et décide en 1991 d'effectuer un pas en arrière pour rejoindre le KV Ostende, qui milite en troisième division. Après un an, il remporte avec le club côtier le titre dans sa série, et remonte ainsi en Division 2. Après son séjour ostendais, il passe encore par deux clubs des séries provinciales ouest-flandriennes, le Zeemeeuw Zeebrugge et le SV Koekelare. Il entraîne également durant quelque temps le Gold Star Middelkerke, un autre club évoluant dans les divisions provinciales.

## Palmarès
- 1 fois vainqueur de la Coupe de Belgique en 1985 avec le Cercle de Bruges.
- 1 fois champion de Belgique de Division 3 en 1992 avec le KV Ostende.

## Statistiques
| Saison                | Club                  | Championnat           | Championnat | Championnat | Coupe(s) nationale(s) | Coupe(s) nationale(s) | Supercoupe | Supercoupe | Compétition(s) continentale(s) | Compétition(s) continentale(s) | Compétition(s) continentale(s) | Total | Total |
| Saison                | Club                  | Division              | M.          | B.          | M.                    | B.                    | M.         | B.         | Comp.                          | M.                             | B.                             | M.    | B.    |
| 1979-1980             | Cercle Bruges KSV     | Division 1            | 17          | 1           | 1                     | 0                     | -          | -          | -                              | -                              | -                              | 18    | 1     |
| 1980-1981             | Cercle Bruges KSV     | Division 1            | 3           | 0           | 0                     | 0                     | -          | -          | -                              | -                              | -                              | 3     | 0     |
| 1981-1982             | Cercle Bruges KSV     | Division 1            | 27          | 0           | 3                     | 0                     | -          | -          | -                              | -                              | -                              | 30    | 0     |
| 1982-1983             | Cercle Bruges KSV     | Division 1            | 32          | 0           | 3                     | 0                     | -          | -          | -                              | -                              | -                              | 35    | 0     |
| 1983-1984             | Cercle Bruges KSV     | Division 1            | 31          | 0           | 2                     | 0                     | -          | -          | -                              | -                              | -                              | 33    | 0     |
| 1984-1985             | Cercle Bruges KSV     | Division 1            | 28          | 1           | 9                     | 1                     | -          | -          | -                              | -                              | -                              | 37    | 2     |
| 1985-1986             | Cercle Bruges KSV     | Division 1            | 26          | 1           | 8                     | 0                     | 1          | 0          | C2                             | 2                              | 0                              | 37    | 1     |
| 1986-1987             | Cercle Bruges KSV     | Division 1            | 31          | 0           | 7                     | 0                     | -          | -          | -                              | -                              | -                              | 38    | 0     |
| 1987-1988             | Cercle Bruges KSV     | Division 1            | 33          | 1           | 2                     | 0                     | -          | -          | -                              | -                              | -                              | 35    | 1     |
| 1988-1989             | Cercle Bruges KSV     | Division 1            | 31          | 1           | 1                     | 0                     | -          | -          | -                              | -                              | -                              | 32    | 1     |
| 1989-1990             | Cercle Bruges KSV     | Division 1            | 27          | 1           | 2                     | 0                     | -          | -          | -                              | -                              | -                              | 29    | 1     |
| 1990-1991             | Cercle Bruges KSV     | Division 1            | 21          | 0           | 1                     | 0                     | -          | -          | -                              | -                              | -                              | 22    | 0     |
| Sous-total            | Sous-total            | Sous-total            | 307         | 6           | 39                    | 1                     | 1          | 0          | -                              | 2                              | 0                              | 349   | 7     |
| 1991-1992             | KV Ostende            | Division 3            | -           | -           | -                     | -                     | -          | -          | -                              | -                              | -                              | 0     | 0     |
| 1992-199?             | KV Ostende            | Division 2            | -           | -           | -                     | -                     | -          | -          | -                              | -                              | -                              | 0     | 0     |
| Sous-total            | Sous-total            | Sous-total            | -           | -           | -                     | -                     | -          | -          | -                              | -                              | -                              | 0     | 0     |
| Total sur la carrière | Total sur la carrière | Total sur la carrière | 307         | 6           | 39                    | 1                     | 1          | 0          | -                              | 2                              | 0                              | 349   | 7     |